# Ugo di Châlon
Ugo III di Châlon (1220 – 1266) fu conte consorte di Borgogna dal 1248 e signore di Salins dal 1263 alla sua morte.

## Origine
Ugo, come ci viene confermato dalla lettera, datata 1237, della Histoire généalogique de la maison de Vergy. era il figlio maschio primogenito del conte di Chalon, sino al 1237 e poi signore di Salins, Giovanni d'Auxonne detto il Saggio (1190-1267), discendente dagli Anscarici, e di Matilde di Borgogna (1190-1142), figlia del duca di Borgogna e delfino consorte del Viennois, Ugo III, e della sua seconda moglie, Beatrice di Albon, come ci viene confermato dalla Histoire généalogique et chronologique de la maison royale de France, Tome 1 e dalla Chronica Albrici Monachi Trium Fontium, della sua seconda moglie, Beatrice di Albon (1161-1228), delfina del Viennois, figlia di Ghigo V di Albon, delfino del Viennois e di Beatrice di Monferrato.
Sia secondo la Chronica Albrici Monachi Trium Fontium, che secondo la Histoire de Chalon-sur-Saône, Giovanni d'Auxonne o Giovanni di Chalon era il figlio primogenito del conte d’Auxonne, Stefano III e della sua prima moglie, la Contessa di Chalon, Beatrice, che, sia secondo l'Histoire de Chalon-sur-Saône, che la Histoire civile et ecclésiastique, ancienne et moderne de la ville et cité de Chalon-sur-Saône. Tome 2, era l'unica figlia del conte di Chalon, Guglielmo III e della moglie, di cui non conosciamo né il nome né gli ascendenti.

## Biografia
Nel 1230, Ugo fu fidanzato ad Adelaide (Alice) di Borgogna, come risulta dal documento del contratto di matrimonio stipulato dai genitori (Giovanni I di Châlon, per il futuro sposo e Ottone I d'Andechs e di Merania, per la futura sposa), come riportato nella Histoire généalogique des Sires de Salins (Besançon), Tome I.
Come viene confermato sia dal documento n° XXVII delle Mémoires et documents inédits pour servir à l’histoire de la Franche-Comté, Tome VIII, che dal documento n° 49 del Cartulaire de Hugues de Chalon (1220-1319), Ugo, nel 1236 sposò Adelaide di Borgogna, la figlia maggiore, come risulta dal documento del contratto di matrimonio stipulato dai genitori, riportato nella Histoire généalogique des Sires de Salins (Besançon), Tome I, del duca d'Andechs e di Merania e conte consorte di Borgogna, Ottone I d'Andechs e di Merania e della prima moglie, la contessa di Borgogna, Beatrice II, che era la figlia secondogenita (secondo il Monacho Novi Monasterii Hoiensis Interpolata era l'unica figlia) del conte di Borgogna e, per un breve periodo anche conte di Lussemburgo, Ottone I e della moglie (il matrimonio viene confermato dal Historiens occidentaux II, Historia Rerum in partibus transmarinis gestarum ("L'estoire de Eracles Empereur et la conqueste de la terre d'Outremer"), Continuator) Margherita di Blois (1170-1230), che, come si apprende dal documento n° XXV degli Archives de la Maison-Dieu de Châteaudun, datato 1183, era figlia del conte di Blois, Châteaudun e Chartres, Tebaldo V e di Alice di Francia, a sua volta figlia del re di Francia Luigi VII e della duchessa d'Aquitania e Guascogna e contessa di Poitiers, Eleonora, come ci conferma la Chronica Albrici Monachi Trium Fontium.
Nel 1248, il fratello di sua moglie, il conte di Borgogna Ottone II, morì avvelenato, secondo il De Fundatoribus Monasterii Diessenses (Anno gracie 1248. Otto dux Meranie, comes palatinus Burgundie, a suis veneno interfecto, obiit). Nella contea di Borgogna, gli succedettero Adelaide (Adelaide I), assieme al marito Ugo (Ugo I). I nuovi conti di Borgogna, delegarono il padre di Ugo, il conte Giovanni I di Châlon, a governare la contea.
Ugo, era discendente della due case di Borgogna, da parte di padre discendeva dagli Anscarici (pronipote di Guglielmo IV di Borgogna) e da parte di madre dai Capetingi, la casa reale francese, per cui si perse l'ascendente delle famiglie tedesche e la contea di Borgogna divenne vassalla del regno di Francia.
Negli anni successivi, le sorelle di Adelaide (Alice) coi rispettivi mariti rinunciarono ad ogni diritto sulla contea di Borgogna: Elisabetta col marito, Federico III di Nuremberg, come si può riscontrare dal documento n° XLI del Monumenta Zollerana; Margherita col marito, il conte Federico di Truhendingen, (?-1274), come si può riscontrare dal documento n° LIV del Monumenta Zollerana; Beatrice col marito, Ermanno II (?-1247), conte d'Orlamünde, della dinastia degli Ascanidi, come si può riscontrare dal documento n° LV del Monumenta Zollerana.
Durante l'interregno, per poter tenere a freno il pretendente Rodolfo I d'Asburgo, che intendeva riaffermare il vassallaggio della contea di Borgogna al regno di Germania (cercando di riappropriarsi del regno di Arles), delegò il governo al padre Giovanni, che coprì l'incarico sino alla morte.
Nel 1263, Ugo succedette al padre Giovanni nella signoria di Salins.
Ugo morì, nel 1266, e fu sepolto nella chiesa dell'abbazia di Montigny-lès-Cherlieu, lasciando vedova Adelaide, che, dopo la morte del suocero, Giovanni, si sposò, in seconde nozze, all'età di 48 anni, con Filippo di Savoia (1207-1285), a cui affidò l'incarico di governare; nel documento n° LIV del Monumenta Zollerana, datato 1269, il figlio, Ottone, riconosce il patrigno come conte di Borgogna.
Filippo era fratello, del conte di Savoia, Pietro II, che morì nel 1268, per cui il marito di Adelaide, Filippo divenne conte Filippo I di Savoia. Filippo di Savoia venne riconosciuto conte di Borgogna anche col documento n° 5156 del Recueil des chartes de l'abbaye de Cluny. Tome 6.
Poi alla morte di Adelaide, a Evian, in Alta Savoia, sulle sponde del lago di Ginevra, l'8 marzo del 1279, all'età di sessant'anni, il loro figlio Ottone IV di Borgogna (1248 - 1302), gli succedette come conte di Borgogna, vassallo del ducato di Borgogna e del re di Francia

## Discendenza
Ugo da Adelaide ebbe 12 figli:
- Ottone (ante 1248 - 1303), signore di Salins (1266 -1302), futuro conte di Borgogna (1279 - 1302)[25];
- Ugo (? - post giugno 1312), signore di Montbrison, d'Apremont, di Frasans, d'Orchamps, Lavans, Gendray, di Dampierre, di Port-sur-Saône e di Châtillon-le-Duc, nel 1282 sposò Bona di Savoia (1275-1300) figlia del conte, Amedeo V di Savoia, come ci viene confermato dalle Histoire généalogique de la royale maison de Savoie, tome IV, Partie 1[29] e poi, in seconde nozze, Margherita, figlia di Ulrico II, conte di Ferrette;
- Stefano (?- 4 aprile 1299), canonico[25], mori a Roma[28];
- Rinaldo (? - 9 agosto 1322), ricordato nel testamento della madre[30], sposò nel 1282, Guglielmina di Neufchâtel (?-1317), contessa di Montbéliard;
- Giovanni (? - 1301/1302 ca.), ricordato nel testamento della madre[30], signore di Montaigu, di Montrond, di Fontenay, de Chois, di Châtelet, di Buffart, di Chésié, di Liele e di Fauvernay, sposò ante maggio 1296 Marguerite de Blâmont;
- Enrico (?-?), che morì in prigione[28];
- Elisabetta (? - 9 luglio 1275), sposò il 27 gennaio 1254 il conte Hartmann V di Kibourg (? - 3 settembre 1263), come ci viene confermato dal documento n° XLVI delle Mémoires et documents inédits pour servir à l’histoire de la Franche-Comté, Tome VIII[31];
- Ippolita (? - ante 1288), signora di Saint-Vallier, sposò nel 1270 Aymar IV di Poitier (? - 1319), conte di Valentinois e di Diois, come ci viene confermato dal documento n° XIII del Cartulaire de Saint-Vallier[32];
- Gaia di Borgogna (? - 1316), sposò nel 1274 il signore del Piemonte, Tommaso III di Savoia (1248 - 1282), come risulta dal testamento di Tommaso III di Savoia tratto dalle Histoire généalogique de la royale maison de Savoie, tome IV, Partie 1[33];
- Agnese (? - post 1266), sposò nel 1259 il conte Filippo II di Vienne (1240 ca.-1303), signore di Pagny, come ci viene confermato da due documenti delle Mémoires et documents inédits pour servir à l’histoire de la Franche-Comté, Tome VIII. il n° XXV[34], ed il n° CXV[35];
- Margherita (? - post 1260), religiosa all'abbazia di Fontevrault[25][28];
- Alice (? - post 1260), religiosa all'abbazia di Fontevrault[25][28].

## Ascendenza
|                        |                       |                         | Genitori                   |  |  | Nonni |  |  | Bisnonni              |  |  | Trisnonni                |  |
|                        |                       |                         |                            |  |  |       |  |  | Stefano II di Auxonne |  |  | Guglielmo IV di Borgogna |  |
|                        |                       |                         |                            |  |  |       |  |  | Stefano II di Auxonne |  |  | Guglielmo IV di Borgogna |  |
|                        |                       | Alice di Traves         |                            |  |  |       |  |  | Stefano II di Auxonne |  |  |                          |  |
| Stefano III di Auxonne |                       |                         |                            |  |  |       |  |  | Stefano II di Auxonne |  |  |                          |  |
|                        |                       | Giuditta di Lorena      | Mattia I di Lorena         |  |  |       |  |  |                       |  |  |                          |  |
|                        |                       | Giuditta di Lorena      | Mattia I di Lorena         |  |  |       |  |  |                       |  |  |                          |  |
|                        |                       | Giuditta di Lorena      | Berta di Hohenstaufen      |  |  |       |  |  |                       |  |  |                          |  |
| Giovanni d'Auxonne     |                       | Giuditta di Lorena      |                            |  |  |       |  |  |                       |  |  |                          |  |
|                        |                       | Guglielmo III di Chalon | Guglielmo II di Chalon     |  |  |       |  |  |                       |  |  |                          |  |
|                        |                       | Guglielmo III di Chalon | Guglielmo II di Chalon     |  |  |       |  |  |                       |  |  |                          |  |
|                        |                       | Guglielmo III di Chalon | …                          |  |  |       |  |  |                       |  |  |                          |  |
| Beatrice di Chalon     |                       | Guglielmo III di Chalon |                            |  |  |       |  |  |                       |  |  |                          |  |
|                        |                       | …                       | …                          |  |  |       |  |  |                       |  |  |                          |  |
|                        |                       | …                       | …                          |  |  |       |  |  |                       |  |  |                          |  |
|                        |                       | …                       | …                          |  |  |       |  |  |                       |  |  |                          |  |
| Ugo di Châlon          |                       | …                       |                            |  |  |       |  |  |                       |  |  |                          |  |
|                        | Oddone II di Borgogna | Ugo II di Borgogna      |                            |  |  |       |  |  |                       |  |  |                          |  |
|                        | Oddone II di Borgogna | Ugo II di Borgogna      |                            |  |  |       |  |  |                       |  |  |                          |  |
|                        | Oddone II di Borgogna | Matilde di Mayenne      |                            |  |  |       |  |  |                       |  |  |                          |  |
| Ugo III di Borgogna    | Oddone II di Borgogna |                         |                            |  |  |       |  |  |                       |  |  |                          |  |
|                        |                       | Maria di Blois          | Tebaldo II di Champagne    |  |  |       |  |  |                       |  |  |                          |  |
|                        |                       | Maria di Blois          | Tebaldo II di Champagne    |  |  |       |  |  |                       |  |  |                          |  |
|                        |                       | Maria di Blois          | Matilde di Carinzia        |  |  |       |  |  |                       |  |  |                          |  |
| Matilde di Borgogna    |                       | Maria di Blois          |                            |  |  |       |  |  |                       |  |  |                          |  |
|                        |                       | Ghigo V d'Albon         | Ghigo IV d'Albon           |  |  |       |  |  |                       |  |  |                          |  |
|                        |                       | Ghigo V d'Albon         | Ghigo IV d'Albon           |  |  |       |  |  |                       |  |  |                          |  |
|                        |                       | Ghigo V d'Albon         | Clemenza di Mâcon          |  |  |       |  |  |                       |  |  |                          |  |
| Beatrice d'Albon       |                       | Ghigo V d'Albon         |                            |  |  |       |  |  |                       |  |  |                          |  |
|                        |                       | Beatrice del Monferrato | Guglielmo V del Monferrato |  |  |       |  |  |                       |  |  |                          |  |
|                        |                       | Beatrice del Monferrato | Guglielmo V del Monferrato |  |  |       |  |  |                       |  |  |                          |  |
|                        |                       | Beatrice del Monferrato | Giuditta di Babenberg      |  |  |       |  |  |                       |  |  |                          |  |
|                        |                       | Beatrice del Monferrato |                            |  |  |       |  |  |                       |  |  |                          |  |

### Fonti primarie
- (LA)  Monumenta Germaniae Historica, Scriptores, tomus XVII.
- (LA)  Monumenta Germaniae Historica, Scriptores, tomus XXIII.
- (FR)  Recueil des historiens des croisades. Historiens occidentaux. Tome II.
- (LA)  Archives de la Maison-Dieu de Châteaudun.
- (LA)  Histoire généalogique de la maison de Vergy.
- (LA)  Cartulaire de Hugues de Chalon (1220-1319).
- (LA)  Monumenta Zollerana.
- (LA)  Histoire généalogique des Sires de Salins, Tome I.
- (FR)  Mémoires et documents inédits pour servir à l’histoire de la Franche-Comté, Tome VIII.
- (LA)  Recueil des chartes de l'abbaye de Cluny. Tome 6.
- (FR)  Cartulaire de Saint-Vallier.
- (FR)  Histoire généalogique de la royale maison de Savoie, tome IV, Partie 1.

### Letteratura storiografica
- Paul Fournier, "Il regno di Borgogna o d'Arles dal XI al XV secolo", cap. XI, vol. VII (L'autunno del Medioevo e la nascita del mondo moderno) della Storia del Mondo Medievale, 1981, pp. 383–410.
- (FR)  Histoire civile et ecclésiastique, ancienne et moderne de la ville et cité de Chalon.
- (FR)  Histoire de Chalon-sur-Saône.